# Cuniberto de Colonia
Cuniberto (en alemán, Cunipert o Kunibert) (c. 600 - 12 de noviembre de 663) fue el noveno obispo de Colonia desde 627 hasta su muerte. Los documentos contemporáneos solo hacen mención de él desde 627 hasta 643. 

## Biografía
Cuniberto nació en algún lugar de Mosela en el seno de una familia aristócrata. Entró en la iglesia y se convirtió en archidiácono de Tréveris. Fue elegido obispo de Colonia en 627. Según la leyenda, fue llevado por una paloma a la tumba de Santa Úrsula de Colonia.
Como obispo, Cuniberto sirvió como asesor del rey Dagoberto I. Fue nombrado corregente, junto al mayordomo del palacio Adalgisel de Austrasia después de la investidura de Sigeberto III (633 o 634), el hijo del rey. Tras la muerte del sucesor de Adalgisel, Pipino de Landen, Cuniberto sirvió como el principal funcionario público del rey, y que revisó el Lex ripuaria.
A lo largo de su episcopado, el monaquismo floreció y restauró o construyó numerosas iglesias. Se le considera hoy como santo por la Iglesia católica y su fiesta se celebra el día de su muerte: 12 de noviembre. Está enterrado en un iglesia que lleva su nombre en Colonia, ciudad donde vivió y murió.